# Арустанов, Григорий Давидович
Григорий Давидович Арустанов (1898—1943) — армянский советский сценарист.

## Биография
Родился в 1898 году.
В начале 1920-х годов был директором студии Госкинпрома Грузии, затем — директором Бакинской киностудии и членом Правления студии «Межрабпомфильм».
Погиб в бою Великой Отечественной войны в 1943 году.
Был знаком с Лилей Брик.

## Творчество
Совместно с режиссёром В. Барским работал над серией фильмов под общим названием «Железная каторга», которые должны были показать революционное прошлое Грузии. Было создано только два фильма — «Кошмары прошлого» (1925), рассказывающий о событиях 1905 года, и «Ценою тысяч» (1925) о событиях 1916—1917 годов.

### Фильмография

#### Сценарист
- 1925 — Кошмары прошлого
- 1925 — Ценою тысяч
- 1926 — Дина Дзадзу
- 1929 — Саба[2][3]